# Nemotelus shannoni
Nemotelus shannoni är en tvåvingeart som beskrevs av James 1974. Nemotelus shannoni ingår i släktet Nemotelus och familjen vapenflugor. Inga underarter finns listade i Catalogue of Life.